# 四库禁书
四库禁书是《四库全书》禁止收录之书。禁书书目2855种，与《四库全书》所收录3461种著作相差不遠，是修纂四庫全書之同時滿清當局掃蕩涉及滿清先史與夷夏之防等可能挑起反政府思想著作的結果。被列為禁書者，部分保留於深宮內院封存，禁止流通和謄抄，而部分則被清廷銷毀，不過有些因此被列為禁書的其他文本，被民間私自保留，仍傳承了下來。

## 简介
清朝乾隆帝纂修《四库全书》，蒐集全國藏書之際，伴隨著查毁禁书，自乾隆三十九年，到乾隆五十七年，並有诏令禁止鼓吹反政府以及違背儒家道德倫常的野史、笔记、文集等诸多書籍收入《四库全书》。清政府也銷毀其中少數禁書，主要針對特定文人，如乾隆三十四年六月，錢謙益所著《初學集》、《有學集》；乾隆三十八年五月十七日上谕將某些書籍抽去，“止存书名”，不收其书，汪子祜《西四集》因“卷五吊岳武穆诗语意偏谬”遂列入禁書；魏焕《九边考》，因“多指斥文句”，予以禁毁。宋人王柏《诗疑》、《书疑》，因質疑儒家經典《诗经》、《书经》內容，被四库提要指責“师心杜撰，窜乱圣经”；夏允彝《幸存录》、夏完淳《续幸存录》因帶有強烈反清思想，遭到禁毁。根據1999年1月中国书店出版、王彬主编的《清代禁书总述》 ，整個清代至少查禁了3236种图书。
然而仍有部分禁書被私人收藏，如天一閣與其他江南官宦大族之藏書；其他諸多未銷毀之禁書則秘密保存於清宮內府。且各省地方蒐羅禁書的寬嚴不一，地方官往往有疏漏，致使乾隆帝於乾隆三十九年八月懷疑選書過程有所隱瞞：“乃各省進到書籍不下萬餘種，並不見奏及稍有忌諱之書。豈有裒集如許遺書，竟無一違礙字跡之理！”
《剑桥中国史》评价：“清代文字狱中禁止的大多数作品一直被保存下来，而大多数遗失的作品不在被禁之列。这可能是直到今天在许多国家看到的现象的又一种说明。一本被列入禁书名单的书，被认为有特殊价值，从而被小心地保存下来。禁令实际上是最有效的广告形式。”

## 研究
- 姚觐远著《清代禁毁书目》。
- 孙殿起著《清代禁书知先录》。
- 雷梦辰著《清代各省禁书汇考》。
- 中华民國學者任啟珊著《四库全书答问》，序言有評語：“删改之横，制作之滥，挑剔之刻，播弄之毒，诱惑之巧，搜索之严，焚毁之繁多，为所欲为。诛戮之惨酷，铲毁凿仆之殆遍，摧残文献，皆振古所绝无。虽其工程之大，著录之富，足与长城运河方驾，迄不能偿其罪也。”
- 現代中國學者合刊著有《四库禁毁书丛刊》

## 另見
- 禁書
- 文字獄